# Bodlák nicí

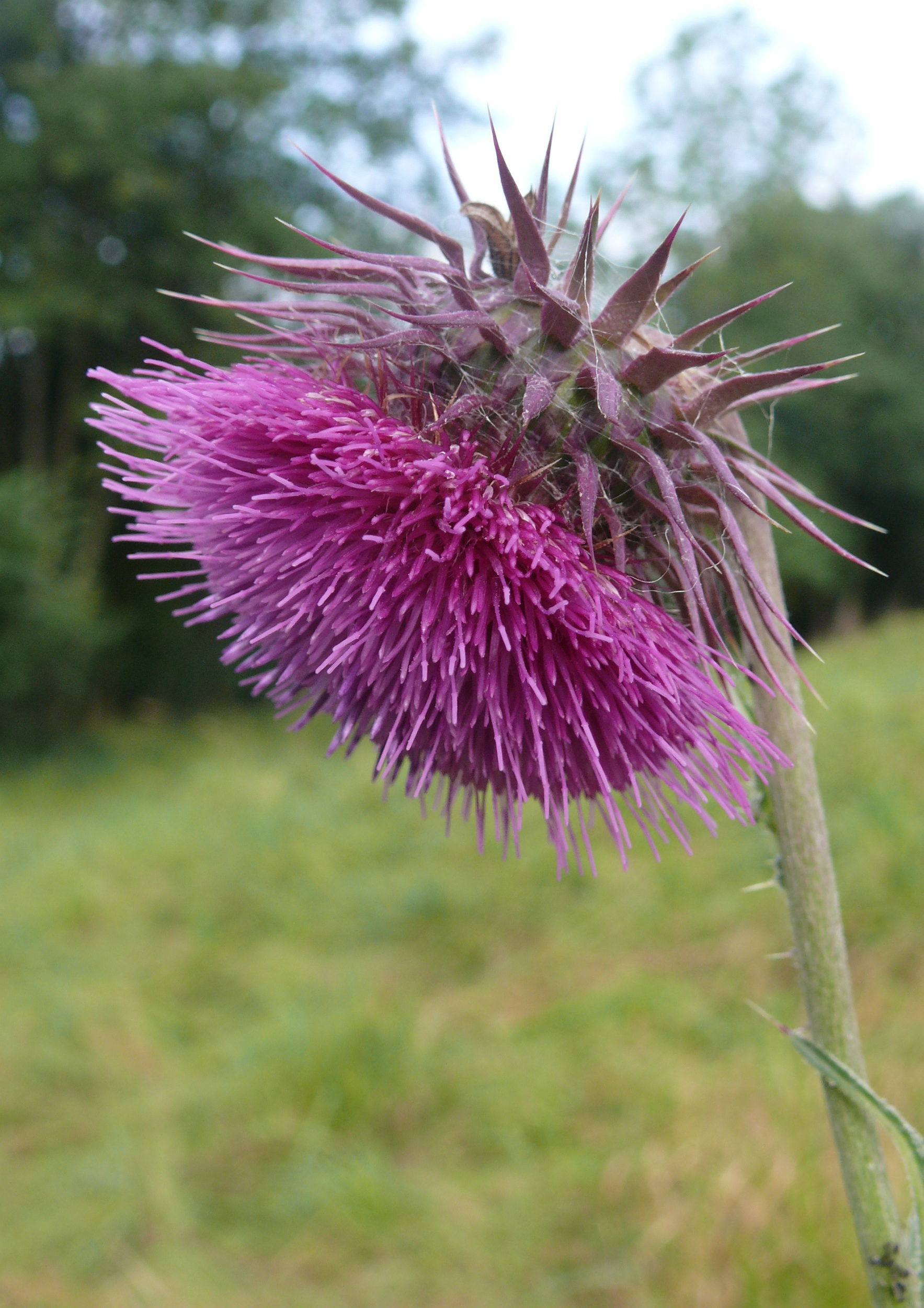
Nicí květenství a ostnitý zákrov

Bodlák nicí (Carduus nutans) je dvouletá, ostnatá bylina s rozvětvenou lodyhou vysokou až 1,5 m, která kvete v červnu a červenci červenofialovými květy ve svěšených úborech. Tato typická rostlina suchých míst, někdy chápaná jako nepříjemný plevel, je v české krajině sice původní druh, ale pravidelná místa jejího výskytu se z přírody vytrácejí. Bodlák nicí byl proto v Červeném seznamu cévnatých rostlin České republiky ohodnocen jako druh, jemuž je pro jeho záchranu před vymizením nutno věnovat další pozornost (C4a). Naopak v některých zemích, do kterých byl v 19. a 20. století zavlečen, patří mezi nejinvazivnější rostlinné druhy.

## Rozšíření
Euroasijský druh, jehož areál sahá v Evropě na severu po jižní Skandinávii a na jihu do oblasti okolo Středozemního moře s přesahem do severní Afriky. Na východě se rozkládá přes západní Sibiř, střední Asii. severní oblasti Číny a Mongolska až po Dálný východ. Druhotně se dostal do Severní a Jižní Ameriky, Austrálie i na Nový Zéland.
V České republice není rostlinou příliš častou, obvyklejší je v teplých oblastech nížin, do vyšších poloh vystupuje jen ojediněle, neroste v severních Čechách a na severu Moravy. Je variabilní rostlinou, obvykle se liší velikosti, členitosti listů a tvarem zákrovních listenů. Na rozlehlém území jeho výskytu je rozeznáváno až patnáct poddruhů, v české přírodě roste pouze jeho nominátní subspecie Carduus nutans L. subsp. nutans.

## Ekologie
Zhusta roste na teplých a slunných loukách, pastvinách, úhorech, na náspech okolo cest, na skládkách, navážkách a na rozličných, lidskou činností ovlivněných stanovištích. Dává přednost místům s půdou hrubě zrnitou, často přímo kamenitou a s dostatkem dusíku. Rychle se šíří v oblastech s častou disturbanci půdního krytu. Neroste v nadměrně vlhkých či suchých a zastíněných místech.
Po vyklíčení semene se objeví drobná listová růžice, která až do příchodu zimy přirůstá a pak spolehlivě přezimuje. S příchodem jara z růžice vyraší květná, postupně se větvící lodyha. Je bylinou s vysokou konkurenční schopností, rychle se v porostu prosadí. Po dozrání semen rostlina usychá. Ploidie druhu je 2n = 16 nebo 40.

## Popis
Dvouletá rostlina s přímou lodyhou vysokou 30 až 150 cm vyrůstající z tlustého, nehlubokého kořene. Lodyha je šedavě bílá, slabě větvená, ostnitě křídlatá, chlupatá až olysalá a v horní části obvykle běloplstnatá či pavučinovitá. Je pravidelně porostlá tmavě zelenými, přisedlými listy, které jsou křídlatě sbíhavé, podlouhle eliptické a kadeřavé. U spodu lodyhy mohou listy být 10 až 40 cm dlouhé a 3 až 10 cm široké, směrem vzhůru se zmenšují. Jsou peřenoklané, mají 5 až 7 párů nestejných šikmých trojúhelníkových úkrojků s ostny až 5 mm dlouhými.
Na konci lodyhy a větví vyrůstají jednotlivě zploštělé, polokulovité, 4 až 6 cm velké úbory. Mají nekřídlaté stopky, na kterých se v době květu svěšují do vodorovné až svislé polohy (odtud pochází druhové jméno „nicí“). V úboru bývá až tisíc oboupohlavných, trubkovitých, vonných kvítků, jejich červenofialová koruna mívá korunní trubku dlouhou asi 10 mm a laloky 15 až 25 mm. Zákrov úboru je široce zvonkovitý, víceřadý, má šedé kopinaté listeny až 5 mm dlouhé a zúžené v osten.
Plody jsou asi 4 mm velké zlatavě hnědé hladké podlouhlé nažky (semena). Na vrcholu mají paprsky bílého, drsného, na bázi srostlého chmýru dlouhého 15 až 25 mm. Zralé nažky jsou do okolí rozfoukávány větrem, ale převážná většina se jich nedostává od mateřské rostliny dále než 50 m, pouze 1 % je zaneseno dále než 100 m. Bývají také roznášeny živočichy, na jejichž srsti ulpívají. Statná rostlina vytvoří okolo 10 000 nažek.
Rostliny se mohou rozmnožovat výhradně semeny (nažkami), která pro vyklíčení potřebují teplotu nad 20 °C. Klíčí po předchozí jarovizaci, kdy teplota poklesne alespoň na 40 dnů pod +10 °C. Mají dlouhou životnost, v půdě mohou počkat na vhodné podmínky k vyklíčení i více než deset let.

## Význam
V evropských podmínkách je bodlák nicí někdy považován za plevelnou rostlinu, ovšem díky nevelkému výskytu nezpůsobuje znatelné škody. Mnohdy je dokonce, pokud neroste na „naší“ louce, považován za estetický krajinný doplněk.

Zejména v Austrálii a Severní Americe, kde se rozšířil druhotně, se stal plevelem významným a nebezpečným. Na tamních rozlehlých pastvinách se mu velmi daří, zvířata jej nespásají, nemá přirozených nepřátel a rychle se šíří na nová území. Vytváří neproniknutelné porosty, kterým se dobytek kvůli ostnům vyhýbá. Ve Spojených státech bylo přikročeno kromě chemické likvidace k biologické likvidaci nosatcovitými brouky (krytonoscem Trichosirocalus horridus a nosatcem Rhinocyllus conicus), kteří vyžírají zrající semena, a tak snižují další šíření.

## Galerie

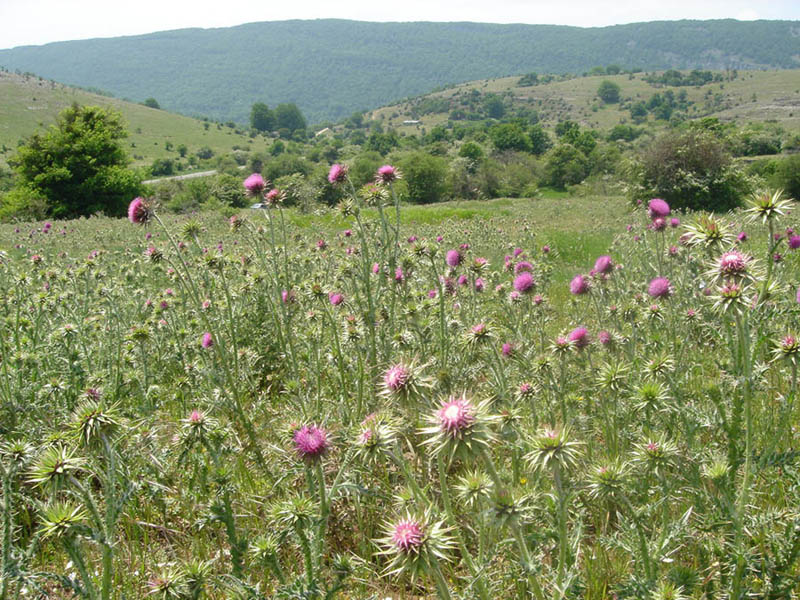
Zaplevelená louka
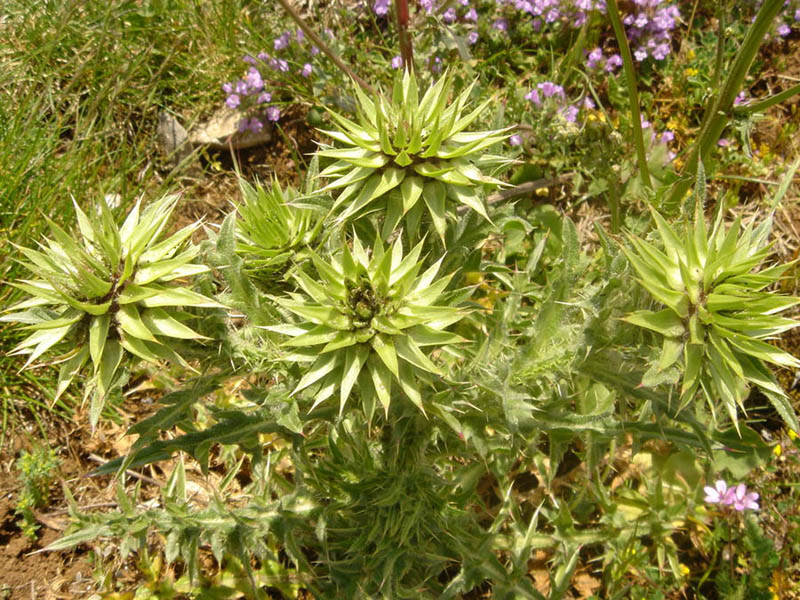
Před kvetením
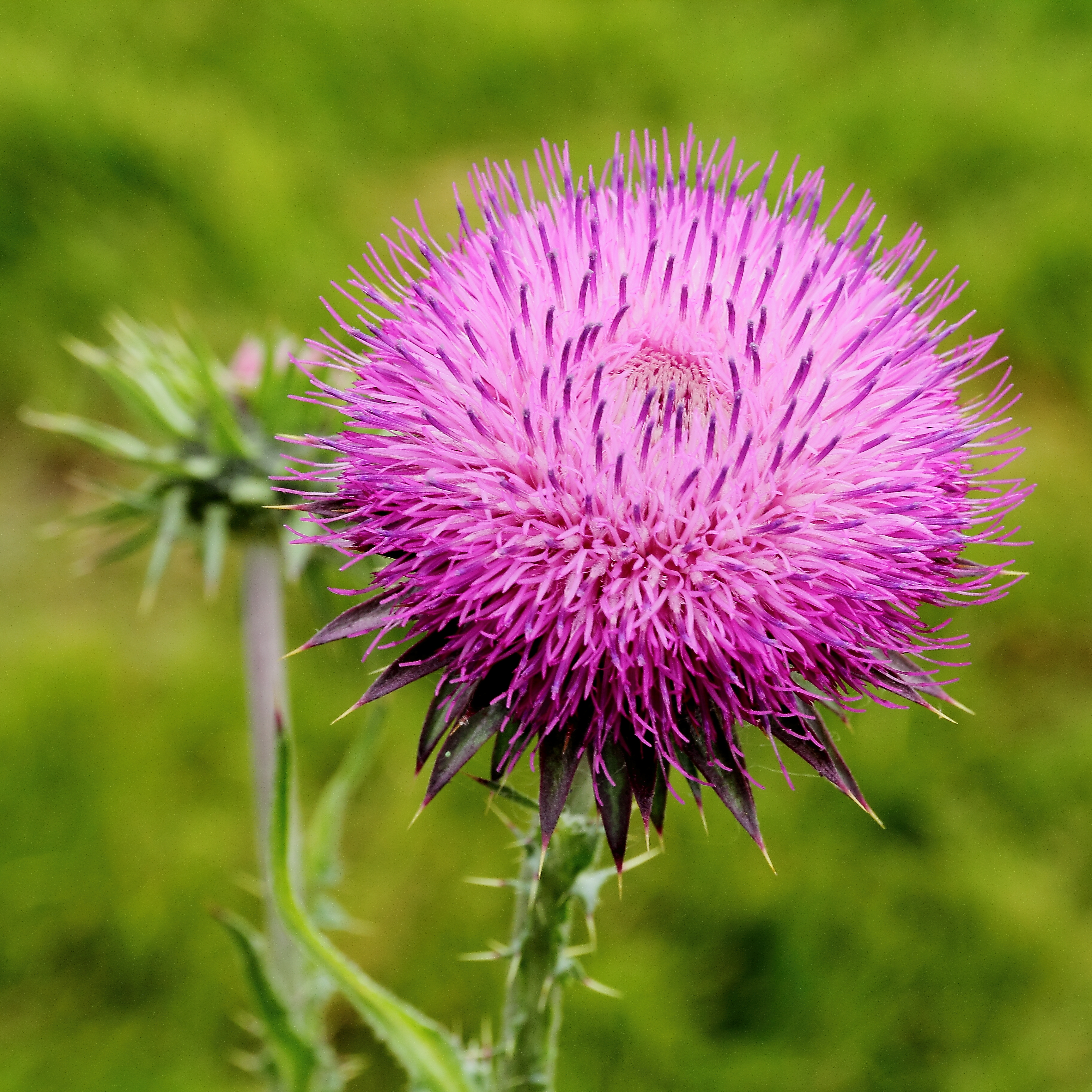
Úbor s květy
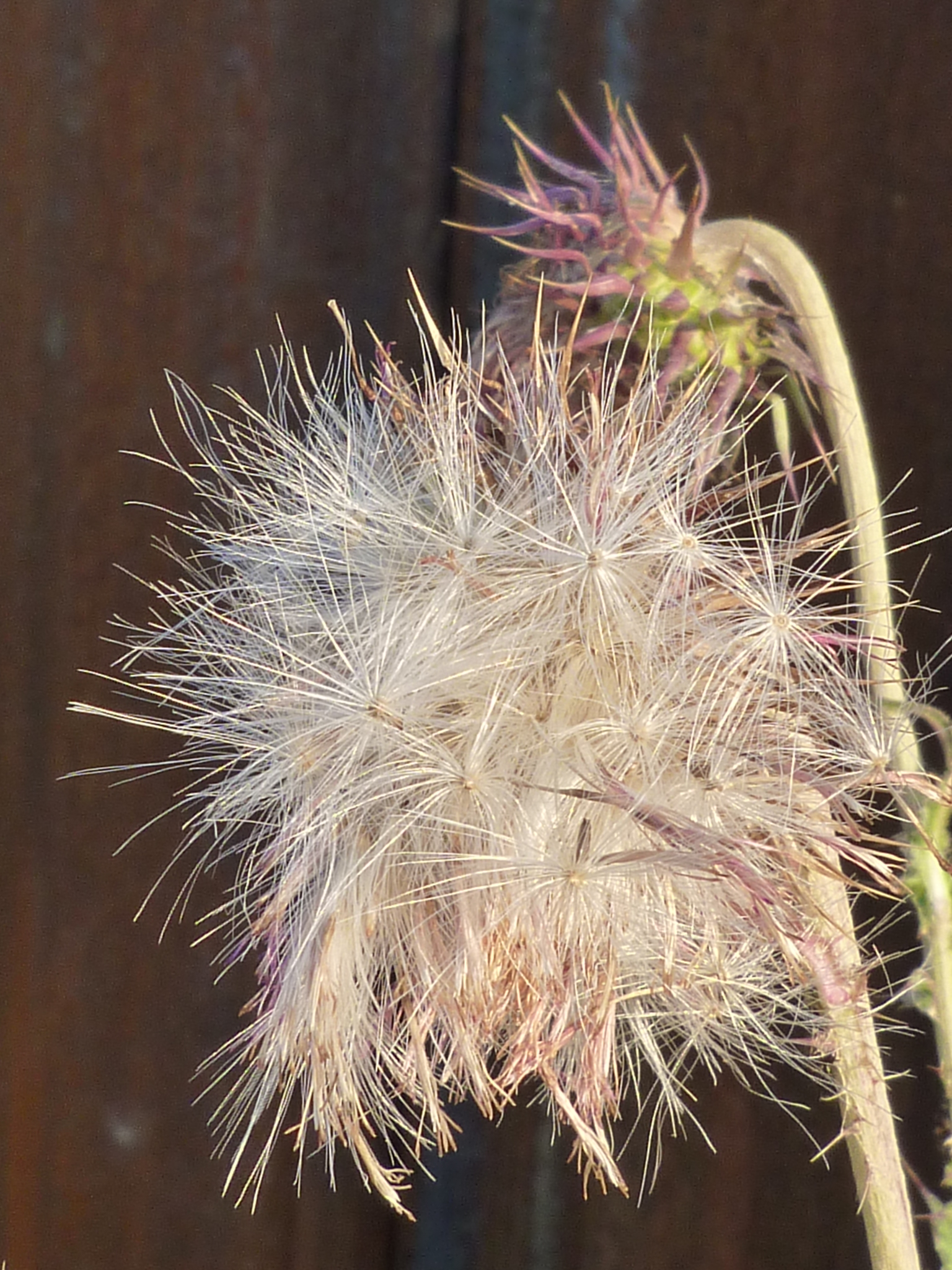
Nažky s chmýrem